# Боровица (Кировская область)
Боровица — село в составе Мурашинского района Кировской области. 

## География
Находится на расстоянии примерно 43 километра по прямой на юго-запад от районного центра города Мураши.

## История
Известно с 1833 года, когда в нем была построена каменная Троицкая церковь. В 1873 году учтено было дворов 6 и жителей 18, в 1905 10 и 35, в 1926 44 и 84, в 1950 270 и 490 соответственно, в 1989 344 жителя. До 2021 года входило в Мурашинское сельское поселение Мурашинского района, ныне непосредственно в составе Мурашинского района.

## Население
Постоянное население  составляло 244 человека (русские 97%) в 2002 году, 165 в 2010.